# Cantonul Charmes
Cantonul Charmes este un canton din arondismentul Épinal, departamentul Vosges, regiunea Lorena, Franța.

## Comune
- Avillers
- Avrainville
- Battexey
- Bettoncourt
- Bouxurulles
- Brantigny
- Chamagne
- Charmes (reședință)
- Essegney
- Évaux-et-Ménil
- Florémont
- Gircourt-lès-Viéville
- Hergugney
- Langley
- Marainville-sur-Madon
- Pont-sur-Madon
- Portieux
- Rapey
- Rugney
- Savigny
- Socourt
- Ubexy
- Varmonzey
- Vincey
- Vomécourt-sur-Madon
- Xaronval